# Orban (inženjer)
Orban, također poznat kao Urban ( - 1453.), bio je lijevač željeza i inženjer iz grada Brassó, Transilvanija, u kraljevini Ugarskoj (sada Brasov, Rumunjska), koji je izrađivao velike topove za Osmansku opsadu Carigrada 1453. godine.
Orban je bio Mađar prema većini suvremenih autora, dok neki znanstvenici također spominju njegovo potencijalno njemačko podrijetlo. Alternativne teorije pretpostavljaju da je imao vlaške korijene. Laonikos Chalkokondyles ga naziva Dačaninom.
Orban je 1452. godine prvotno svoje usluge ponudio Bizantskom Carstvu, kojem prijeti Osmansko Carstvo i koje ima malobrojno topništvo za obranu Carigrada. Car Konstantin XI. Paleolog nema niti sredstava za visoku plaću koju Orban traži niti posjeduje materijale potrebne za izgradnju tako velikog opsadnog topa kakvog predlaže Orban. Nakon toga napušta Carigrad i odlazi osmanskom sultanu Mehmedu II., koji se priprema za opsadu grada. Tvrdeći da njegova oružja mogu razoriti i zidove samog Babilona, Orban dobiva sultanovo povjerenje. Sultan mu daje plaću veću od tražene i sav potreban materijal. Orban je uspio u roku od tri mjeseca napraviti impozantni top (cijev mu je duga oko osam metara) u ljevaonicama Edirnea odakle ga je šezdeset volova odvuklo do Carigrada. U isto vrijeme, Orban je također proizveo i druge manje topove koje su koristile osmanlijske opsadne snage.
Bombarde, tehnologija koju su uglavnom njemački stručnjaci dizajnirali prvo za ugarsku vojsku, je u razdoblju između 1400. i 1450. godine postala rasprostranjena u cijeloj zapadnoj Europi, mijenjajući opsadno ratovanje. Orban je, vjerojatno poginuo tijekom opsade, kada je eksplodirao jedan od njegovih topova, što u ono vrijeme nije bila neobična pojava.

## U popularnim medijima
- Majstora Orbana je igrao Burhanettin Üskan u turskom filmu iz 1951., İstanbul'un Fethi
- Erdoğan Aydemir je igrao Orbana u filmu iz 2012. Fetih 1453.